# Kendsgerning
 Denne artikel bør gennemlæses af en person med fagkendskab for at sikre den faglige korrekthed.

Kendsgerninger eller fakta er forhold, udsagn eller påstande, for hvilke det kan godtages, at de eller deres sandhedsværdi er evidente, uomtvistelige, uimodsigelige, underforståede, indiskutable, indlysende, selvfølgelige, hævet over enhver tvivl og debat. Fakta griber ved deres natur bagom og unddrager sig konsensus og fortolkningens karakter af det labile eller fluktuerende. I stedet udgør de den base, hvori ethvert rationale, filosofisk eller i andre kognitive henseender, enhver menneskelig betragtning, beregning og konklusion tager sit udgangspunkt. Kendsgerninger kan i empirisk videnskabelig henseende have karakter af indhøstede erfaringer. Eksempelvis via målinger, registreringer og på anden vis ophobede mængder af data. Disse data, hvis implicitte, sammenfaldende orientering over tid synes at udvise signifikans og således kan ophøjes til lovmæssighed. I såvel filosofisk som matematisk sammenhæng forstås kendsgerninger som dels det givne, den underforståede, antagede præmis, udgangspunkt for problembelysningen (aksiomet), dels den konklusion som endegyldigt og entydigt, ud fra mellemliggende følgeslutninger, kan udledes via princip om kausalitet og iagttagende systemets, metodens eller eksemplets indbyggede principper og logik-hierarki.
Fleck (1979, side xxvii) skriver, at "fakta formodes at være noget, der er forskelligt fra flygtige teorier og være noget definitivt, permanent og uafhængigt af den enkelte forskers subjektive fortolkning. Kritikken af de metoder, der anvendes for at nå frem til fakta konstituerer epistemologiens emneområde" (her oversat fra engelsk).